# Víctor Pino
Víctor Alejandro Pino Fuentes (Santiago, 8 de diciembre de 1974) es un Ingeniero Comercial, administrador de empresas, ejecutivo en gestión de personas, microempresario y político chileno militante del partido Demócratas. Desde 2022 ejerce como diputado por Distrito N°5 de la Región de Coquimbo.

## Biografía
Hijo de Víctor Pino Zamora y de Irene Fuentes Venegas. Está casado con Rosa Santibáñez Andrade y es padre de 4 hijos.
Cursó su enseñanza media en el Colegio Eagle School, de Antofagasta y en el Liceo Rosa Tocornal de Puente Alto  de donde egresó en 1991. Cursó la carrera de Administración de Empresas en la Universidad de Antofagasta y la carrera de Ingeniería Comercial en la Universidad Central de Chile. Diplomado en Gestión de Recursos Humanos y Administración de personas, CED- Universidad Católica del Norte; Gestión de Negocios, Universidad Pedro de Valdivia (2011); Negociación (2016-2017) y Liderazgo Ejecutivo (2018-2019), en la Pontificia Universidad Católica de Chile.
En el ámbito profesional, se ha desempeñado como Gerente de VPF Servicios; Gerente de cuentas L, como responsable de la implementación del Sistema en la flota de los clientes de Inthinc technology Solutions (Orbcomm) y desde el 2017 al 2020, como Gerente de Cuentas Claves en la misma empresa. Desde el 2020, como gerente de VPF Servicios SpA en La Serena.
Entre 2002 y 2007 fue obispo de La Iglesia de Jesucristo de los Santos de los Últimos Días, congregación en la que sigue colaborando.
Entró a la política en 2021 siendo parte del Movimiento de la Gente, liderado por Franco Parisi. En las elecciones de convencionales constituyentes de 2021 buscó ser candidato por el Distrito 5 como independiente en la lista presentada por Felices y Forrados para la Convención Constitucional, pero el pacto terminó siendo rechazado por el Servicio Electoral (Servel).
Para las elecciones parlamentarias de 2021 inscribió su candidatura a diputado para el Distrito 5, de comunas de Andacollo, Canela, Combarbalá, Coquimbo, Illapel, La Higuera, La Serena, Los Vilos, Monte Patria, Ovalle, Paiguano, Punitaqui, Río Hurtado, Salamanca y Vicuña con el apoyo del PDG. Fue electo con  9.275 votos, correspondientes al 3,92% del total de los sufragios válidamente emitidos. Asumió el cargo el 11 de marzo de 2022, formando parte de las comisiones permanentes de Economía, Fomento, Micro, Pequeña y Mediana Empresa, Protección de los Consumidores y Turismo; Agricultura, Silvicultura y Desarrollo Rural; y Recursos Hídricos y Desertificación.
Presidente de la comisión de recursos hídricos y desertificación desde diciembre de 2022 hasta junio de 2024
Presidente Comisión de Economía desde abril de 2024
Ingreso en enero de 2024 a Demócratas

## Historial electoral

### Elecciones parlamentarias de 2021
- Elecciones parlamentarias de 2021 para el Distrito 5 (Andacollo, Canela, Combarbalá, Coquimbo, Illapel, La Higuera, La Serena, Los Vilos, Monte Patria, Ovalle, Paihuano, Punitaqui, Río Hurtado, Salamanca y Vicuña)[4]